# Ґовейннен (кратер)
Кратер Ґовейннен (англ. Craters Govannan) — метеоритний кратер на Європі, супутнику Юпітера.

## Характеристики
Утворився на місці падіння на поверхню супутника Європа космічного метеорита, якого притягнув у свою орбіту масивний Юпітер. Внаслідок чого сформувався ударний кратер з діаметром 11,5 кілометра. Центр кратера розташовано за координатами 37.3° пд. ш., та 57.2° зх. д.
Вперше про льодовий кратер довідалися в 1987 році, після дослідження поверхні супутника телескопами з Землі. Названий на ім'я бога металургії Ґовейннена в кельтській міфології.